# Punta Hildegard
Punta Hildegard ist eine Landspitze an der Ostküste der Kopaitic-Insel in der Gruppe der Duroch-Inseln nordwestlich der Antarktischen Halbinsel. Sie liegt zwischen dem Punta Lermanda und dem Punta Mary im Covadonga Harbor.
Chilenische Wissenschaftler benannten sie 1948. Der weitere Benennungshintergrund ist nicht überliefert.